# Niederrheinpokal 2018/19
Der Niederrheinpokal 2018/19 war die 39. Austragung des Fußball-Verbandspokal im Fußballverband Niederrhein. Die Saison wurde unter dem Namen RevierSport-Niederrheinpokal 2018/19 ausgetragen. Das Finale am 25. Mai 2019 gewann der KFC Uerdingen 05 im Stadion am Zoo in Wuppertal gegen den Wuppertaler SV.

## Teilnehmende Mannschaften
Für die erste Runde waren folgende 64 Mannschaften sportlich qualifiziert:
| 3. Liga keine verbandsangehörigen Vereine der Saison 2017/18, (Absteiger 2. Bundesliga) | Regionalliga West die 4 verbandsangehörigen Vereine der Saison 2017/18 | Oberliga Niederrhein die 18 Vereine der Saison 2017/18 |
| | KFC Uerdingen 05 Wuppertaler SV Rot-Weiß Oberhausen Rot-Weiss Essen | SV Straelen SpVg Schonnebeck VfB Homberg Sportfreunde Baumberg TV Jahn Hiesfeld Schwarz-Weiß Essen Ratingen 04/19 SSVg Velbert SC Düsseldorf-West 1. FC Bocholt 1. FC Monheim VfB Speldorf VfB 03 Hilden TuRU Düsseldorf VfR Fischeln Cronenberger SC FSV Vohwinkel Düsseldorfer SC 99                   |
| Vertreter der Kreise im FV Niederrhein 42 Vertreter der 13 Fußballkreise des FV Niederrhein, anzahl der Startplätze pro Kreis ist abhängig von der Anzahl der Vereine, welche sich im Kreis befinden | | |
| - Duisburg / Mülheim / Dinslaken Hamborn 07 SV Genc Osman Duisburg RWS Lohberg FSV Duisburg - Düsseldorf TuS Gerresheim MSV Düsseldorf VfL Benrath - Essen FC Kray ESC Rellinghausen 06 Sportfreunde Katernberg Vogelheimer SV SC Werden-Heidhausen - Grevenbroich / Neuss Holzheimer SG VfL Jüchen-Garzweiler DJK Novesia | - Kempen / Krefeld SuS 08 Krefeld TSV Meerbusch SC Union Nettetal FC Hellas Krefeld - Kleve / Geldern 1. FC Kleve TSV Wachtendonk-Wankum Viktoria Goch DJK Twisteden - Moers SV Sonsbeck VfL Repelen GSV Moers - Mönchengladbach / Viersen Victoria Mennrath ASV Einigkeit Süchteln Sportfreunde Neuwerk | - Oberhausen / Bottrop SC 1920 Oberhausen SpVgg Sterkrade-Nord DJK Arminia Klosterhardt - Rees / Bocholt SV Friedrichsfeld TuB Bocholt SV Rees VfL Bocholt - Remscheid Ayyildiz Remscheid - Solingen SSV Berghausen VfB Solingen - Wuppertal / Niederberg SC Velbert ASV Mettmann SSV Germania Wuppertal |

## Termine
Die Spielrunden wurden an folgenden Terminen ausgetragen, wobei einzelne Spielansetzungen aufgrund von Terminkonflikten aus den Rahmenterminen heraus genommen werden mussten:
- 1. Runde: 5. August 2018
- 2. Runde: 5. September 2018
- Achtelfinale: 10. Oktober 2018
- Viertelfinale: 24. November 2018
- Halbfinale: 2. und 3. April 2019
- Finale: 25. Mai 2019

## 1. Runde
Die Partien der 1. Runde wurden am 4. Juli 2018 ausgelost. Gelost wurde aus zwei Töpfen. In Topf 1 befanden sich die 22 Vereine von der 3. Liga bis zur Oberliga Niederrhein, in Topf 2 die 42 Vereine, die sich über die Kreispokale qualifiziert haben.
| Datum                 |                          | Ergebnis             |                        |
| --------------------- | ------------------------ | -------------------- | ---------------------- |
| 01.08.2018, 19:00 Uhr | FC Hellas Krefeld        | 0:2 (0:2)            | SV Straelen            |
| 03.08.2018, 20:00 Uhr | DJK Twisteden            | 0:9 (0:3)            | Cronenberger SC        |
| 05.08.2018, 10:30 Uhr | TuS Gerresheim           | 0:6 (0:1)            | Vogelheimer SV         |
| 05.08.2018, 15:00 Uhr | VfR Fischeln             | 2:4 (0:2)            | 1. FC Monheim          |
| 05.08.2018, 15:00 Uhr | VfL Jüchen-Garzweiler    | 0:2 (0:1)            | TV Jahn Hiesfeld       |
| 05.08.2018, 15:00 Uhr | Viktoria Goch            | 0:3 (0:2)            | Ratingen 04/19         |
| 05.08.2018, 15:00 Uhr | GSV Moers                | 0:4 (0:1)            | 1. FC Bocholt          |
| 05.08.2018, 15:00 Uhr | TSV Wachtendonk-Wankum   | 2:3 (1:1)            | VfB Homberg            |
| 05.08.2018, 15:00 Uhr | FC Kray                  | 3:4 (2:1)            | SC Union Nettetal      |
| 05.08.2018, 15:00 Uhr | VfL Bocholt              | 0:3 (0:2)            | VfB 03 Hilden          |
| 05.08.2018, 15:00 Uhr | Holzheimer SG            | 0:3 (0:2)            | TSV Meerbusch          |
| 05.08.2018, 15:00 Uhr | VfB Solingen             | 2:4 (1:0)            | VfB Speldorf           |
| 05.08.2018, 15:00 Uhr | SSVg Velbert             | 15:0 (6:0)           | SuS 08 Krefeld         |
| 05.08.2018, 15:00 Uhr | Hamborn 07               | 4:5 (2:1)            | Sportfreunde Baumberg  |
| 05.08.2018, 15:00 Uhr | MSV Düsseldorf           | 2:1 (0:0)            | SpVg Schonnebeck       |
| 05.08.2018, 15:00 Uhr | SC 1920 Oberhausen       | 0:5 (0:2)            | SC Velbert             |
| 05.08.2018, 15:00 Uhr | SV Genc Osman Duisburg   | 1:3 (0:2)            | Schwarz-Weiß Essen     |
| 05.08.2018, 15:00 Uhr | Ayyildiz Remscheid       | 1:3 (0:0)            | FSV Duisburg           |
| 05.08.2018, 15:00 Uhr | ESC Rellinghausen 06     | 2:0 (2:0)            | SC Düsseldorf-West     |
| 05.08.2018, 15:00 Uhr | Sportfreunde Neuwerk     | 0:3 (0:1)            | TuRU Düsseldorf        |
| 05.08.2018, 15:00 Uhr | TuB Bocholt              | 3:1 (0:0)            | SV Friedrichsfeld      |
| 05.08.2018, 15:00 Uhr | ASV Mettmann             | 2:4 (2:0)            | SpVgg Sterkrade-Nord   |
| 05.08.2018, 15:00 Uhr | VfL Benrath              | 1:2 (1:2)            | FSV Vohwinkel          |
| 05.08.2018, 15:00 Uhr | SV Sonsbeck              | 2:3 n. V. (2:2, 0:0) | ASV Einigkeit Süchteln |
| 05.08.2018, 15:00 Uhr | DJK Novesia              | 0:5 (0:1)            | VfL Repelen            |
| 05.08.2018, 15:00 Uhr | SC Werden-Heidhausen     | 4:1 (1:1)            | SSV Germania Wuppertal |
| 05.08.2018, 15:00 Uhr | SV Rees                  | 2:0 (0:0)            | Düsseldorfer SC 99     |
| 05.08.2018, 15:30 Uhr | DJK Arminia Klosterhardt | 1:2 (0:0)            | 1. FC Kleve            |
| 08.08.2018, 19:00 Uhr | Sportfreunde Katernberg  | 0:6 (0:2)            | Rot-Weiß Oberhausen    |
| 08.08.2018, 19:00 Uhr | Wuppertaler SV           | 13:0 (6:0)           | RWS Lohberg            |
| 08.08.2018, 19:30 Uhr | Victoria Mennrath        | 0:1 (0:0)            | Rot-Weiss Essen        |
| 15.08.2018, 19:00 Uhr | SSV Berghausen           | 1:8 (0:4)            | KFC Uerdingen 05       |

## 2. Runde
Die Partien der 2. Runde wurden am 9. August 2018 ausgelost.
| Datum                 |                        | Ergebnis                         |                       |
| --------------------- | ---------------------- | -------------------------------- | --------------------- |
| 04.09.2018, 19:30 Uhr | SC Werden-Heidhausen   | 2:9 (0:5)                        | 1. FC Bocholt         |
| 04.09.2018, 20:00 Uhr | VfL Repelen            | 0:5 (0:3)                        | TV Jahn Hiesfeld      |
| 05.09.2018, 17:30 Uhr | ASV Einigkeit Süchteln | 1:2 n. V. (1:1, 1:0)             | KFC Uerdingen 05      |
| 05.09.2018, 19:00 Uhr | Schwarz-Weiß Essen     | 6:2 (5:0)                        | SC Velbert            |
| 05.09.2018, 19:15 Uhr | ESC Rellinghausen 06   | 1:1 n. V. (1:1, 0:0) (5:4 i. E.) | VfB 03 Hilden         |
| 05.09.2018, 19:30 Uhr | TuB Bocholt            | 1:8 (0:3)                        | VfB Speldorf          |
| 05.09.2018, 19:30 Uhr | MSV Düsseldorf         | 2:1 (1:0)                        | TuRU Düsseldorf       |
| 05.09.2018, 19:30 Uhr | Rot-Weiss Essen        | 2:0 (1:0)                        | FSV Vohwinkel         |
| 05.09.2018, 19:30 Uhr | SpVgg Sterkrade-Nord   | 0:4 (0:0)                        | 1. FC Kleve           |
| 05.09.2018, 19:30 Uhr | Cronenberger SC        | 2:2 n. V. (2:2, 1:0) (4:2 i. E.) | FSV Duisburg          |
| 05.09.2018, 19:30 Uhr | Vogelheimer SV         | 2:5 (0:1)                        | Sportfreunde Baumberg |
| 05.09.2018, 19:30 Uhr | Wuppertaler SV         | 8:0 (4:0)                        | SV Rees               |
| 05.09.2018, 19:30 Uhr | 1. FC Monheim          | 2:1 (0:1)                        | TSV Meerbusch         |
| 05.09.2018, 19:30 Uhr | VfB Homberg            | 4:2 (0:1)                        | SV Straelen           |
| 06.09.2018, 19:30 Uhr | SC Union Nettetal      | 2:1 (2:0)                        | Ratingen 04/19        |
| 11.09.2018, 19:30 Uhr | Rot-Weiß Oberhausen    | 1:1 n. V. (1:1, 1:0) (4:5 i. E.) | SSVg Velbert          |

## Achtelfinale
Am 12. September 2018 wurden die Achtelfinalbegegnungen in der Sportschule Wedau ausgelost.
| Datum                 |                       | Ergebnis                           |                    |
| --------------------- | --------------------- | ---------------------------------- | ------------------ |
| 07.10.2018, 15:00 Uhr | SSVg Velbert          | 1:2 (0:1)                          | Rot-Weiss Essen    |
| 10.10.2018, 19:00 Uhr | ESC Rellinghausen 06  | 1:2 (0:0)                          | Schwarz-Weiß Essen |
| 10.10.2018, 19:30 Uhr | Cronenberger SC       | 1:1 n. V. (1:1, 1:1) (11:12 i. E.) | SC Union Nettetal  |
| 10.10.2018, 19:30 Uhr | MSV Düsseldorf        | 1:5 (0:3)                          | TV Jahn Hiesfeld   |
| 10.10.2018, 19:30 Uhr | 1. FC Bocholt         | 0:2 (0:2)                          | Wuppertaler SV     |
| 10.10.2018, 19:30 Uhr | Sportfreunde Baumberg | 2:3 n. V. (2:2, 1:1)               | KFC Uerdingen 05   |
| 10.10.2018, 19:30 Uhr | VfB Speldorf          | 1:2 n. V. (1:1, 0:1)               | VfB Homberg        |
| 10.10.2018, 19:30 Uhr | 1. FC Monheim         | 2:1 (1:1)                          | 1. FC Kleve        |

## Viertelfinale
Die Auslosung des Viertelfinales fand am 24. Oktober 2018 in der Sportschule Wedau statt.
| Datum                 |                    | Ergebnis  |                  |
| --------------------- | ------------------ | --------- | ---------------- |
| 18.11.2018, 14:00 Uhr | Schwarz-Weiß Essen | 1:4 (0:2) | KFC Uerdingen 05 |
| 24.11.2018, 14:30 Uhr | SC Union Nettetal  | 0:3 (0:0) | Rot-Weiss Essen  |
| 24.11.2018, 16:00 Uhr | 1. FC Monheim      | 3:1 (1:0) | TV Jahn Hiesfeld |
| 10.02.2019, 14:00 Uhr | VfB Homberg        | 0:1 (0:1) | Wuppertaler SV   |

## Halbfinale
Die Auslosung des Halbfinales fand am 10. Februar 2019 im Anschluss an die Partie zwischen dem VfB Homberg und dem Wuppertaler SV im PCC-Stadion in Duisburg statt. Im Lostopf befanden sich mit Rot-Weiss Essen und dem Wuppertaler SV zwei Regionalligisten, der KFC Uerdingen 05 aus der 3. Liga sowie Oberligist 1. FC Monheim.
| Datum                 |                 | Ergebnis  |                  |
| --------------------- | --------------- | --------- | ---------------- |
| 02.04.2019, 19:30 Uhr | Rot-Weiss Essen | 0:2 (0:2) | KFC Uerdingen 05 |
| 10.04.2019, 19:30 Uhr | Wuppertaler SV  | 3:1 (1:0) | 1. FC Monheim    |

## Finale
Das Finale fand am 25. Mai 2019 statt. Es wurde im Rahmen des „Finaltag der Amateure 2019“ ausgetragen und in einer Konferenz mit anderen Verbandspokalfinales in der ARD übertragen.
| Paarung                   | KFC Uerdingen 05 – Wuppertaler SV |
| Ergebnis                  | 2:1 (1:1) |
| Datum                     | 25. Mai 2019 um 16:15 Uhr |
| Stadion                   | Stadion am Zoo, Wuppertal |
| Zuschauer                 | 10.500 |
| Schiedsrichter            | Kevin Domnick (Duisburg) |
| Schiedsrichterassistenten | Dalibor Guzijan, Benedikt Langenberg |
| Tore                      | 0:1 Silvio Pagano (7.) 1:1 Roberto Rodríguez (19.) 2:1 Osayamen Osawe (72.) |
| KFC Uerdingen 05          | René Vollath – Kevin Großkreutz, Dominic Maroh (88. Mario Erb), Assani Lukimya, Christian Dorda – Connor Krempicki, Manuel Konrad, Johannes Dörfler (13. Maurice Litka), Patrick Pflücke (79. Oğuzhan Kefkir), Roberto Rodríguez – Osayamen Osawe Cheftrainer: Heiko Vogel |
| Wuppertaler SV            | Sebastian Wickl – Silvio Pagano, Dennis Malura (83. Peter Schmetz), Tjorben Uphoff, Gino Windmüller, Semir Šarić – Jan-Steffen Meier, Sascha Schünemann (75. Enes Topal), Daniel Grebe (65. Meik Kühnel) – Gaetano Manno , Kevin Hagemann Cheftrainer: Pascal Bieler       |
| Gelbe Karten              | Rodríguez (77.) – keine |